# Chutes Firehole
Les chutes Firehole (en anglais : Firehole Falls) sont une chute d'eau située sur la rivière Firehole dans le parc national de Yellowstone, au Wyoming aux États-Unis.
Elles sont situées à 800 m au sud de la confluence entre les rivières Firehole et Gibbon. Elles ont une hauteur de 12 m.

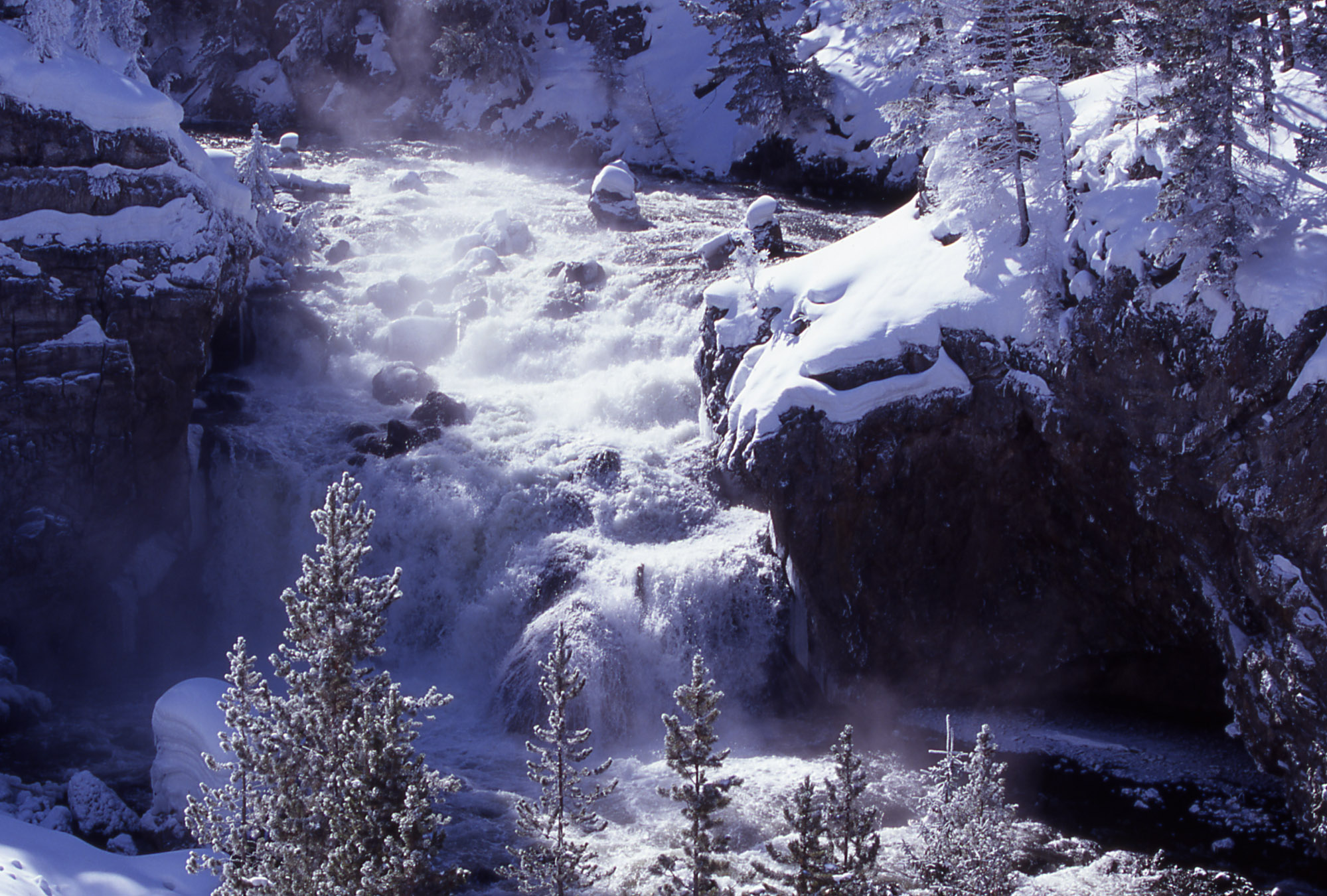
Les chutes Firehole en hiver.